# 2019–2020-as magyar labdarúgókupa
A Magyar Kupa 2019–2020-as kiírásában az MLSZ döntésének értelmében az NB I-es, illetve az NB II-es csapatok a hatodik fordulóban, 2019. szeptember 21-én kapcsolódtak be a küzdelmekbe. Ez volt a kupa 80. kiírása, a győztes a Budapest Honvéd lett, története során nyolcadik alkalommal.

## Lebonyolítás
A 6. fordulóban a 2019–2020. évi első- és másodosztályú bajnokságban szereplő 32 csapat kiemelt, a fordulók sorsolásakor nem kerülhetnek egymással párosításra. A hetedik és a nyolcadik fordulóba bejutó élvonalbeli együttesek szintén kiemeltek lesznek, ennélfogva a kupasorozatban először csupán a kilencedik körben, a legjobb 16 között kerülhetnek össze az első osztály képviselői. A fordulók sorsolásakor nincs területi kiemelés.
| 6. forduló(főtábla 1. forduló) (128 csapat) | - 12 csapat a 2019–20. évi NB I-es bajnokságból - 20 csapat a 2019-20. évi NB II-es bajnokságból - 41 csapat a 2019–20. évi NB III-as bajnokságból, az NB I-es és NB II-es sportszervezetek tartalékcsapatainak kivételével - 55 csapat a területi selejtezőkből (a megyei és budapesti igazgatóságok által lebonyolított selejtezők) | - A megyei és budapesti igazgatóságok által lebonyolított 5. forduló mérkőzéseinek továbbjutói |
| 7. forduló(főtábla 2. forduló) (64 csapat)  | | - 64 továbbjutó a 6. fordulóból                                                                |
| 8. forduló(főtábla 3. forduló) (32 csapat)  | | - 32 továbbjutó a 7. fordulóból                                                                |
| 9. forduló – Nyolcaddöntő (16 csapat)       | | - 16 továbbjutó a 8. fordulóból                                                                |
| 10. forduló – Negyeddöntő (8 csapat)        | - 8 továbbjutó a 9. fordulóból |                                                                                                |
| 11. forduló – Elődöntő (4 csapat)           | - 4 továbbjutó a 10. fordulóból |                                                                                                |
| 12. forduló – Döntő (2 csapat)              | - 2 továbbjutó a 11. fordulóból |                                                                                                |

## Fordulók, időpontok és gólok száma
| Forduló                         | Hivatalos játéknapok | Csapatok | Mérkőzések | Összes gól | Gólátlag |
| ------------------------------- | -------------------- | -------- | ---------- | ---------- | -------- |
| 6. forduló (főtábla 1. forduló) | 2019. szeptember 21. | 128      | 64         | 262        | 4,2      |
| 7. forduló (főtábla 2. forduló) | 2019. október 30.    | 64       | 32         | 133        | 4,2      |
| 8. forduló (főtábla 3. forduló) | 2019. december 4.    | 32       | 16         | 41         | 2,5      |
| Nyolcaddöntők (9. forduló)      | 2020. február 12.    | 16       | 16 (8 × 2) | 44         | 2,8      |
| Nyolcaddöntők (9. forduló)      | 2020. február 19.    | 16       | 16 (8 × 2) | 44         | 2,8      |
| Negyeddöntő (10. forduló)       | 2020. március 3.     | 8        | 8 (4 × 2)  | 16         | 2        |
| Negyeddöntő (10. forduló)       | 2020. március 10.    | 8        | 8 (4 × 2)  | 16         | 2        |
| Elődöntők (11. forduló)         | 2020. május 23.      | 4        | 4 (2 × 2)  | 6          | 1.5      |
| Elődöntők (11. forduló)         | 2020. május 26.      | 4        | 4 (2 × 2)  | 6          | 1.5      |
| Döntő (12. forduló)             | 2020. június 2.      | 2        | 1          | 3          | 3        |

## Eredmények

### 6. forduló (főtábla 1. forduló)
A továbbjutás egy mérkőzésen dőlt el, minden esetben az alacsonyabb osztályú csapatok voltak a pályaválasztók. A forduló hivatalos játéknapja szeptember 21.
| 1. csapat                  | Eredmény      | 2. csapat                      |
| -------------------------- | ------------- | ------------------------------ |
| 2019. szeptember 21.       |               |                                |
| Eger SE                    | 2–4           | MOL Fehérvár FC                |
| Érdi VSE                   | 0–1           | Diósgyőri VTK                  |
| Putnok FC                  | 0–5           | Paksi FC                       |
| Dunaharaszti MTK           | 1–7           | Budapest Honvéd FC             |
| Sárvári FC                 | 0–3           | Debreceni VSC                  |
| Bonyhád VLC                | 0–5           | Puskás Akadémia FC             |
| Hévíz SK                   | 0–6           | Mezőkövesd Zsóry FC            |
| FC Hatvan                  | 0–2           | Újpest FC                      |
| Soltvadkerti TE            | 0–4           | Kaposvári Rákóczi FC           |
| Unione FC                  | 0–1           | MTK Budapest FC                |
| Hódmezővásárhelyi FC       | 0–4           | Budaörsi SC                    |
| Kelen SC                   | 0–3           | Vác FC                         |
| Újfehértó SE               | 2–6           | FC Ajka                        |
| Flavus Velence             | 1–3           | Szeged-Csanád Grosics Akadémia |
| Edelényi FC                | 0–7           | BFC Siófok                     |
| Körösladányi MSK           | 1–5           | Békéscsaba 1912 Előre          |
| SBTC Kft                   | 2–2 t.: 15-14 | Szolnoki MÁV FC                |
| Balassagyarmati SE         | 2–2 t.: 2-3   | Dorogi FC                      |
| Szentlőrinc SE             | 0–1           | Gyirmót FC Győr                |
| Berettyóújfalui SE         | 2–2 t.: 5-4   | Szajol KLK                     |
| Heves Therm Hevesi LSC     | 1–3           | Füzesgyarmati SK               |
| Ceglédi VSE                | 1–2           | Pápai Perutz FC                |
| FC Nagykanizsa             | 1–0           | VLS Veszprém                   |
| Tamási 2009 FC             | 4–1           | Tihanyi FC                     |
| Greenplan Balatonlelle SE  | 1–3           | FC Dabas                       |
| SC Sopron                  | 3–1           | Kecskéd KSK                    |
| Csornai SE                 | 0–2           | Tatabányai SC                  |
| Villányi TC                | 0–8           | Termálfürdő FC Tiszaújváros    |
| Pétervására SE             | 1–1 t.: 2-4   | Herold Trans Ménfőcsanak       |
| Nagyecsed RSE              | 1–1 t.: 3-4   | Nagybajomi AC                  |
| Balatoni Vasas SE          | 4–2           | Kecskeméti LC                  |
| Kinizsi Gyenesdiás SK      | 1–2           | Dabas-Gyón FC                  |
| Tarr Andráshida SC         | 0–6           | KTE Hufbau                     |
| Szekszárdi UFC             | 2–2 t.: 3-4   | Lipót Pékség SE                |
| Ajka Kristály SE           | 1–1 t.: 3-4   | Balkányi SE                    |
| Berkenye SE                | 2–4           | Ózdi Kohász                    |
| Egerszalók SE              | 1–6           | Pécsi MFC                      |
| Bogács Thermálfürdő        | 0–5           | III. Kerületi TVE              |
| Maglódi TC                 | 6–0           | Miskolci VSC                   |
| Szegedi VSE                | 4–0           | Bicskei FC                     |
| Magyar Mélyépítő HSE       | 2–3           | Vép VSE                        |
| Móri SE                    | 0–2           | HR-Rent Kozármisleny FC        |
| Debreceni EAC              | 2–0           | Aqvital FC Csákvár             |
| 2019. szeptember 22.       |               |                                |
| Pilisi LK-Legenda Sport    | 0–1           | Kisvárda FC                    |
| Club Valnut Nádasd FC      | 0–9           | Soroksár SC                    |
| XII. Kerület Svábhegy FC   | 0–6           | Kazincbarcikai SC              |
| Úrkúti Sportkör            | 0–1           | Vasas FC                       |
| ESMTK                      | 1–3           | ETO FC Győr                    |
| Taksony SE                 | 0–2           | Nyíregyháza Spartacus FC       |
| Törökszentmiklósi FC       | 0–5           | Budafoki MTE                   |
| THSE Szabadkikötő          | 0–1           | Duna Aszfalt TVSE              |
| Gyöngyösi AK               | 0–3           | Szombathelyi Haladás           |
| Szarvasi FC 1905           | 8–2           | Thermal Spa Siklós FC          |
| ASR Gázgyár                | 1–0           | Makó FC                        |
| Csörnöc Gyöngye Vasvár VSE | 1–9           | Credobus Mosonmagyaróvár       |
| Gönyű SE                   | 0–2           | BKV Előre SC                   |
| Monor                      | 2–0           | Komárom VSE                    |
| Sényő-Carnifex FC          | 3–2           | Jászberényi FC                 |
| Sárisápi BSE               | 0–5           | Rákosmente KSK                 |
| Viadukt SE-Biatorbágy      | 0–1           | Dunaújváros                    |
| Olajmunkás SE Gellénháza   | 1–5           | Sárbogárd SE                   |
| Tállya KSE                 | JN            | Balmazújvárosi FC              |
| 2019. szeptember 25.       |               |                                |
| Kiskunfélegyházi HTK       | 1–5           | Zalaegerszegi TE               |
| Iváncsa KSE                | 0–3           | Ferencvárosi TC                |

### 7. forduló (főtábla 2. forduló)
A sorsoláson az OTP Bank Liga csapatai kiemeltek, ők nem kerülhettek össze. A párharcok továbbra  egy mérkőzésen dőlnek el. Ha a rendes játékidő végén döntetlennel állnak a csapatok, akkor kétszer 15 perc hosszabbítás, majd tizenegyesrúgások következnek. Az alacsonyabb osztályú együttes, illetve a sorsoláson előbb húzott klub a pályaválasztó. Hivatalos játéknap: október 30.
| 1. csapat                | Eredmény    | 2. csapat                      |
| ------------------------ | ----------- | ------------------------------ |
| 2019. október 29.        |             |                                |
| FC Ajka                  | 2–5         | Újpest FC                      |
| 2019. október 30.        |             |                                |
| Kozármisleny SE          | 1–2         | Kisvárda FC                    |
| Budaörsi SC              | 3–7         | ZTE                            |
| Kazincbarcikai SC        | 0–2 hu.     | Budapest Honvéd FC             |
| Tatabánya SC             | 0–2         | Debreceni VSC                  |
| Sényő FC                 | 1–2         | Mezőkövesd Zsóry FC            |
| BKV Előre SC             | 1–3         | Ferencvárosi TC                |
| FC Dabas                 | 0–3         | Diósgyőri VTK                  |
| Maglódi TC               | 0–15        | Puskás Akadémia FC             |
| Tiszaújváros FC          | 0–3         | MOL Fehérvár FC                |
| Duna Aszfalt TVSE        | 0–1         | Kaposvári Rákóczi FC           |
| Salgótarjáni BTC         | 1–7         | Paksi FC                       |
| DEAC                     | 0–3         | MTK Budapest FC                |
| Tamási FC                | 0–2         | Monor SE                       |
| Pápai Perutz FC          | 3–4 hu.     | Vasas SC                       |
| ASR Gázgyár              | 1–4         | Győri ETO FC                   |
| Nagybajomi AC            | 0–5         | Dorogi FC                      |
| MVFC Berettyóújfalu      | 0–4         | BFC Siófok                     |
| Kecskeméti TE            | 0–1         | Lipót Pékség SE                |
| Szarvasi FC              | 2–1         | Balkány SE                     |
| FC Sopron                | 1–1 t.: 6–7 | Budafoki MTE                   |
| Dunaújváros PASE         | 2–1         | FC Nagykanizsa                 |
| Mosonmagyaróvári TE      | 4–1         | Tállya KSE                     |
| Sárbogárd SE             | 1–3         | Vác FC                         |
| Vép VSE                  | 1–4         | Szeged-Csanád Grosics Akadémia |
| Gyirmót FC Győr          | 3–0         | Soroksár SC                    |
| Herold Trans Ménfőcsanak | 0–2         | Szombathelyi Haladás           |
| III. Kerületi TVE        | 5–0         | Nyíregyháza Spartacus FC       |
| Balatoni Vasas SE        | 0–4         | Dabas-Gyón FC                  |
| Füzegyarmat SK           | 0–1         | Békéscsaba 1912 Előre          |
| Pécsi Mecsek FC          | 2–0         | Rákosmente KSK                 |
| Szegedi VSE              | 2–4         | Ózdi Kohász SE                 |

### 8. forduló (főtábla 3. forduló)
A versenykiírás értelmében az  NB1-es csapatok ebben a fordulóban még idegenben lépnek pályára.
A továbbjutás egy mérkőzésen dől el. Ha a rendes játékidő végén döntetlennel állnak a csapatok, akkor kétszer 15 perc hosszabbítás, majd tizenegyesrúgások következnek. Hivatalos játéknap: december 4.
| 1. csapat                      | Eredmény    | 2. csapat            |
| ------------------------------ | ----------- | -------------------- |
| 2019. december 3.              |             |                      |
| MTK Budapest FC                | 1–0 hu.     | Diósgyőri VTK        |
| Szeged-Csanád Grosics Akadémia | 0–1 hu.     | MOL Fehérvár FC      |
| 2019. december 4.              |             |                      |
| Monor SE                       | 1–3         | Budapest Honvéd FC   |
| Ózdi Kohász SE                 | JN          | Kaposvári Rákóczi FC |
| Pécsi Mecsek FC                | 1–0         | Kisvárda FC          |
| Győri ETO FC                   | 2–3         | Mezőkövesd Zsóry FC  |
| Vác FC                         | 0–3         | Újpest FC            |
| Dorogi FC                      | 1–1 t.: 5–4 | Debreceni VSC        |
| Szarvasi FC                    | 0–2         | ZTE                  |
| Dabas-Gyón FC                  | 0–3         | Puskás Akadémia FC   |
| Békéscsaba 1912 Előre          | 2–0         | Ferencváros          |
| Mosonmagyaróvári TE            | 0–4         | Paksi FC             |
| Dunaújváros PASE               | 2–1         | BFC Siófok           |
| Lipót Pékség SE                | 3–1 hu.     | Gyirmót FC Győr      |
| III. Kerületi TVE              | 2–1 hu.     | Vasas SC             |
| Szombathelyi Haladás           | 2–1         | Budafoki MTE         |

### Nyolcaddöntő
A versenykiírás értelmében a sorsoláskor először kihúzott csapat játszik hazai pályán. 
A továbbjutás két mérkőzésen dől el. Ha a rendes játékidő végén döntetlennel állnak a csapatok, akkor kétszer 15 perc hosszabbítás, majd tizenegyesrúgások következnek. Hivatalos játéknap: február 12. és február 19.
| 1. csapat                   | Össz. | 2. csapat            | 1. mérk. | 2. mérk. |
| --------------------------- | ----- | -------------------- | -------- | -------- |
| 2019. február 11., 12., 19. |       |                      |          |          |
| Budapest Honvéd FC          | 2–2   | Szombathelyi Haladás | 1–0      | 1–2 hu.  |
| Mezőkövesd Zsóry FC         | 5–2   | Kaposvári Rákóczi FC | 2–1      | 3–1      |
| Lipót Pékség SE             | 4–6   | Zalaegerszegi TE FC  | 3–1      | 1–5      |
| Pécsi Mecsek FC             | 1–3   | Paksi FC             | 1–2      | 0–1      |
| Békéscsaba 1912 Előre       | 0–6   | Puskás Akadémia FC   | 0–3      | 0–3      |
| MTK Budapest FC             | 5–0   | Dunaújváros PASE     | 3–0      | 2–0      |
| Újpest FC                   | 0–1   | MOL Fehérvár FC      | 0–0      | 0–1      |
| Dorogi FC                   | 6–1   | III. Kerületi TVE    | 4–1      | 2–0      |

### Negyeddöntő
A versenykiírás értelmében a sorsoláskor először kihúzott csapat játszik hazai pályán. 
A továbbjutás két mérkőzésen dől el. Ha a rendes játékidő végén döntetlennel állnak a csapatok, akkor kétszer 15 perc hosszabbítás, majd tizenegyesrúgások következnek. Hivatalos játéknap: március 3-4, illetve március 10-11.
| 1. csapat                 | Össz. | 2. csapat           | 1. mérk. | 2. mérk. |
| ------------------------- | ----- | ------------------- | -------- | -------- |
| 2019. március 3., 4., 11. |       |                     |          |          |
| Paksi FC                  | 0–2   | Budapest Honvéd FC  | 0–0      | 0–2      |
| Puskás Akadémia FC        | 1–2   | Mezőkövesd Zsóry FC | 0–1      | 1–1      |
| Zalaegerszegi TE FC       | 2–5   | MOL Fehérvár FC     | 2–0      | 0–5      |
| Dorogi FC                 | 0–4   | MTK Budapest FC     | 0–1      | 0–3      |

### Elődöntő
A versenykiírás értelmében a sorsoláskor először kihúzott csapat játszik hazai pályán. 
A továbbjutás két mérkőzésen dől el. Ha a rendes játékidő végén döntetlennel állnak a csapatok, akkor kétszer 15 perc hosszabbítás, majd tizenegyesrúgások következnek. Hivatalos játéknapok: május 23. illetve május 26.
| 1. csapat            | Össz. | 2. csapat          | 1. mérk. | 2. mérk.    |
| -------------------- | ----- | ------------------ | -------- | ----------- |
| 2019. május 23., 26. |       |                    |          |             |
| MTK Budapest FC      | 0–0   | Budapest Honvéd FC | 0–0      | 0–0 t.: 4–5 |
| Mezőkövesd Zsóry FC  | 3–3   | MOL Fehérvár FC    | 1–1      | 2–2         |

### Döntő
A versenykiírás értelmében a döntő a Puskás Arénában kerül megrendezésre.A Budapest Honvéd FC 19. döntőjére készül,a Mezőkövesdi SE az elsőre.Ha a rendes játékidő végén döntetlennel állnak a csapatok, akkor kétszer 15 perc hosszabbítás, majd tizenegyesrúgások következnek. Hivatalos játéknap: június 3.
| 2020. június 3. 20:00 |

| Budapest Honvéd FC | 2 – 1                         | Mezőkövesd Zsóry FC |
| ------------------ | ----------------------------- | ------------------- |
| Kamber 33' 56'     | (1 – 1) Jegyzőkönyv Részletek | Pekár 37'           |

| Puskás Aréna, Budapest Nézőszám: 10 000 Játékvezető: Bognár Tamás (magyar) Asszisztensek: Tóth II. Vencel és Vígh-Tarsonyi Gergő |

A Budapest Honvéd MK-ban szerepelt játékosai: Tomáš Tujvel, Horváth András	– Naser Aliji, Banó-Szabó Bence, Batik Bence, Änis Ben-Hatira, Buna Gábor, Cipf Dominik, Gazdag Dániel, Hidi Patrik, Mayron George, George Ikenne-King Patrick, Kálnoki Kis Dávid, Đorđe Kamber, Kesztyűs Barna, Kovács Nikolasz, Tonći Kukoč, Vladiszlav Kulacs, Davide Lanzafame, László Dávid, Robi Levkovich, Ivan Lovrić, Mohamed Mezgrani, Amadou Moutari, Nagy Gergő, David N’Gog, Macdonald Ngwa Niba, Szendrei Norbert, Ugrai Roland, Eke Uzoma, Vadócz Krisztián

## Góllövőlista
| Csapat              | Játékos                     | Lőtt gólok |
| Gyurcsó Ádám        | Puskás Akadémia FC          | 8          |
| Nagy Dávid Balázs   | Termálfürdő FC Tiszaújváros | 6          |
| Kozics Barnabás     | Ózdi Kohász SE              | 5          |
| Tamás Nándor Károly | Puskás Akadémia FC          | 5          |
| Hudák Martin        | ZTE                         | 4          |
| Máté János          | Pécsi Mecsek FC             | 4          |
| Szalka Dominik      | Mosonmagyaróvári TE         | 4          |
| Böde Dániel         | Paksi FC                    | 4          |